# Conopeum hexagonum
Conopeum hexagonum är en mossdjursart som beskrevs av Seo 1996. Conopeum hexagonum ingår i släktet Conopeum och familjen Membraniporidae. Inga underarter finns listade i Catalogue of Life.